# یوویتسا نیکولیچ
یوویتسا نیکولیچ (انگلیسی: Jovica Nikolić؛ زادهٔ ۱۱ ژوئیهٔ ۱۹۵۹) بازیکن و مربی فوتبال اهل صربستان است.
از باشگاه‌هایی که در آن بازی کرده‌است می‌توان به باشگاه فوتبال ستاره سرخ بلگراد و باشگاه فوتبال سالگیروش اشاره کرد.
وی در مسابقات بین‌المللی در مجموع برندهٔ ۱ مدال برنز شده‌است.